# État de Rivers
Pour les articles homonymes, voir Rivers.
Rivers est un État du Nigeria, situé au sud du pays, sur le delta du Niger, dont la capitale est Port Harcourt.

## Histoire
L'État de Rivers est créé le 27 mai 1967 par une division de la région de l'Est (en).
Lors d'un redécoupage en 1976, il absorbe les régions d'Ughelli prises à l'ex-État de Bendel et la région d'Opobo (en) prise à l'État de Cross River.
En 1996, l'ouest de l'État en est détaché pour former l'État de Bayelsa.

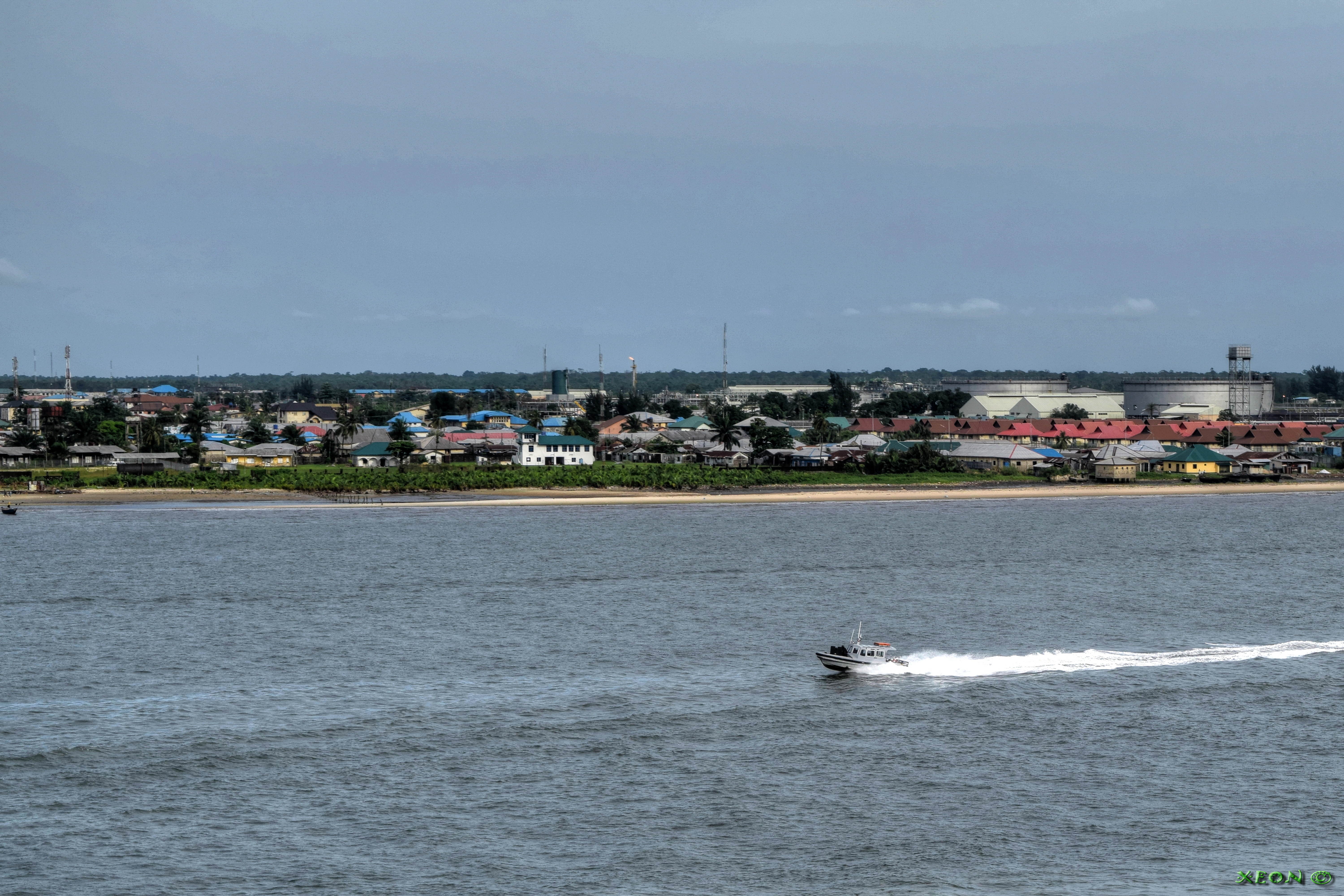
Ville de Bonny.

Le 18 mars 2025, à la suite du sabotage d'un oléoduc, le président Bola Tinubu déclare l'état d'urgence dans l'État et suspend le gouverneur et l'Assemblée pour six mois. Il nomme Ibok Ekwe Ibas (en) comme administrateur.

## Géographie
L'État possède une centaine de kilomètres de côtes sur l'océan Atlantique au sud.
| Delta   | Anambra, Imo    | Abia      |
| Bayelsa | État de Rivers  | Akwa Ibom |
|         | Golfe de Guinée |           |

Les principales villes, outre la capitale Port Harcourt, sont Bonny, Ahoada (en), Okrika, Degema, Opobo (en) et Gokana.

### Climat
Le climat est de type tropical humide, avec une courte saison sèche d'un mois. Port Harcourt, dans le sud de l'État subit 182 jours de pluie par an.

### Végétation
Le sud de l'État, côtier, est caractérisé par la mangrove et ses marais. Alors que l'intérieur des terres est couvert par la forêt tropicale humide.

## Divisions
L'État de Rivers est divisé en 23 zones de gouvernement local : Abua-Odual, Ahoada East, Ohada Ouest, Akuku-Toru, Andoni, Asari-Toru, Bonny, Degema, Eleme, Emuoha, Etche, Gokana, Ikwere, Khana, Obio-Akpor, Ogba-Egbema-Ndoni, Ogo-Bolo, Okrika, Omumma, Opobo-Nkoro, Oyigbo, Port Harcourt et Tai.

## Économie
L'économie de l'État est principalement basée sur le pétrole et le gaz naturel : il participe pour 40 % à la production de pétrole du pays, et dispose d'une raffinerie et d'usines pétrochimiques. Les autres industries incluent le verre, la métallurgie et la fabrication de la bière.
Cependant, la majeure partie de la population reste employée dans le domaine de l'agriculture et la pêche.

## Culture
Comme souvent au Nigeria, une grande diversité de langues sont parlées dans l'État. Les plus usitées sont : Ekpeye, Ibami, Ikwerre, Kalabari, Okrika, Kolokuma, Nembe.
Plusieurs ethnies sont présentes dans cet État, notamment le peuple Ogoni, qui s'est fait connaître au niveau international à partir des années 1990 à cause de sa lutte contre la destruction de l'environnement par la compagnie pétrolière Shell. Le chef des Ogonis était Ken Saro Wiwa.